# Термодинамическая температура
Термодинами́ческая температу́ра (англ. thermodynamic temperature, нем. thermodynamische Temperatur), или абсолю́тная температу́ра (англ. absolute temperature, нем. absolute Temperatur) является единственной функцией состояния термодинамической системы, которая характеризует направление самопроизвольного теплообмена между телами (системами).
Термодинамическая температура обозначается буквой {\displaystyle T}, измеряется в кельвинах (обозначается K) и отсчитывается по абсолютной термодинамической шкале (шкале Кельвина). Абсолютная термодинамическая шкала является основной шкалой в физике и в уравнениях термодинамики.
Молекулярно-кинетическая теория, со своей стороны, связывает абсолютную температуру со средней кинетической энергией поступательного движения молекул идеального газа в условиях термодинамического равновесия:
{\displaystyle {\frac {1}{2}}m{\bar {v}}^{2}={\frac {3}{2}}kT,}
где {\displaystyle m} ─ масса молекулы, {\displaystyle {\bar {v}}} ─ средняя квадратичная скорость поступательного движения молекул, {\displaystyle T} ─ абсолютная температура, {\displaystyle k} ─ постоянная Больцмана.

## История
Измерение температуры прошло долгий и трудный путь в своём развитии. Так как температура не может быть измерена непосредственно, то для её измерения использовали свойства термометрических тел, которые находились в функциональной зависимости от температуры. На этой основе были разработаны различные температурные шкалы, которые получили название эмпирических, а измеренная с их помощью температура называется эмпирической. Существенными недостатками эмпирических шкал являются отсутствие их непрерывности и несовпадение значений температур для разных термометрических тел: как между реперными точками, так и за их пределами. Отсутствие непрерывности эмпирических шкал связано с отсутствием в природе вещества, которое способно сохранять свои свойства во всём диапазоне возможных температур. В 1848 году Томсон (лорд Кельвин) предложил выбрать градус температурной шкалы таким образом, чтобы в её пределах эффективность идеальной тепловой машины была одинаковой. В 1854 году он предложил использовать обратную функцию Карно для построения термодинамической шкалы, не зависящей от свойств термометрических тел. Однако практическая реализация этой идеи оказалась невозможной. В начале XIX века в поисках «абсолютного» прибора для измерения температуры снова вернулись к идее идеального газового термометра, основанного на законах идеальных газов Гей-Люссака и Шарля. Газовый термометр в течение долгого времени был единственным способом воспроизведения абсолютной температуры. Новые направления в воспроизведении абсолютной температурной шкалы основаны на использовании уравнения Стефана ─ Больцмана в бесконтактной термометрии и уравнения Гарри (Харри) Найквиста ─ в контактной.

## Физические основы построения термодинамической шкалы температур
1. Термодинамическая шкала температур принципиально может быть построена на основании теоремы Карно, которая утверждает, что коэффициент полезного действия идеального теплового двигателя не зависит от природы рабочего тела и конструкции двигателя и зависит только от температур нагревателя и холодильника.
{\displaystyle \eta ={\frac {Q_{1}-Q_{2}}{Q_{1}}}={\frac {T_{1}-T_{2}}{T_{1}}},}
где {\displaystyle Q_{1}} — количество теплоты, полученной рабочим телом (идеальным газом) от нагревателя, {\displaystyle Q_{2}} — количество теплоты, отданное рабочим телом холодильнику, {\displaystyle T_{1},T_{2}} — температуры нагревателя и холодильника, соответственно.
Из приведённого выше уравнения следует соотношение:
{\displaystyle {\frac {Q_{1}}{Q_{2}}}={\frac {T_{1}}{T_{2}}}.}
Это соотношение может быть использовано для построения абсолютной термодинамической температуры. Если один из изотермических процессов цикла Карно {\displaystyle Q_{3}} проводить при температуре тройной точки воды (реперная точка), установленной произвольно ─ {\displaystyle T_{3}=273{,}16\,K,} то любая другая температура будет определяться по формуле {\displaystyle T=273{,}16{\frac {Q}{Q_{3}}}}. Установленная таким образом температурная шкала называется термодинамической шкалой Кельвина. К сожалению, точность измерения количества теплоты невысока, что не позволяет реализовать вышеописанный способ на практике.
2. Абсолютная температурная шкала может быть построена, если использовать в качестве термометрического тела идеальный газ. В самом деле, из уравнения Клапейрона вытекает соотношение
{\displaystyle T={\frac {pV}{R}}.}
Если измерять давление газа, близкого по свойствам к идеальному, находящегося в герметичном сосуде постоянного объёма, то таким способом можно установить температурную шкалу, которая носит название идеально-газовой. Преимущество этой шкалы состоит в том, что давление идеального газа при {\displaystyle V=const} изменяется линейно с температурой. Поскольку даже сильно разреженные газы по своим свойствам несколько отличаются от идеального газа, то реализация идеально-газовой шкалы связана с определёнными трудностями.
3. В различных учебниках по термодинамике приводятся доказательства того, что температура, измеренная по идеально-газовой шкале, совпадает с термодинамической температурой. Следует, однако, оговориться: несмотря на то что численно термодинамическая и идеально-газовая шкалы абсолютно идентичны, с качественной точки зрения между ними есть принципиальная разница. Только термодинамическая шкала является абсолютно независимой от свойств термометрического вещества.
4. Как уже было указано, точное воспроизведение как термодинамической шкалы, так и идеально-газовой сопряжено с серьёзными трудностями. В первом случае необходимо тщательно измерять количество теплоты, которая подводится и отводится в изотермических процессах идеального теплового двигателя. Такого рода измерения неточны. Воспроизведение термодинамической (идеально-газовой) температурной шкалы в диапазоне от 10 до 1337 K возможно с помощью газового термометра. При более высоких температурах заметно проявляется диффузия реального газа сквозь стенки резервуара, а при температурах в несколько тысяч градусов многоатомные газы распадаются на атомы. При ещё больших температурах реальные газы ионизируются и превращаются в плазму, которая не подчиняется уравнению Клапейрона. Самая низкая температура, которая может быть измерена газовым термометром, заполненным гелием при низком давлении, равна 1 K. Для измерения температур за пределами возможностей газовых термометров используют специальные методы измерения. Подробнее см. Термометрия.